# Гері Герберт
Гері Річард Герберт (англ. Gary Richard Herbert; нар. 7 травня 1947, Амерікан Форк, Юта) — американський політик, член Республіканської партії. 17-тий губернатор штату Юта з 11 серпня 2009 року по 2021 рік, очолював асоціацію національних губернаторів з 2015 по 2016 роки.

## Раннє життя, освіта
Герберт виріс в Оремі і відвідував Оремську середню школу. Батьки Герберта розлучилися, коли він був дитиною, але його мати незабаромз одружилася з Дюне Барлоу Гербертом, який юридично усиновив Генрі Герберта.
Він навчався в Університеті Бригам Янг і протягом двох років працював місіонером Церкви Ісуса Христа Святих останніх днів. Потім був агентом з продажу нерухомості.

## Сім'я
Одружений з Женетт Снельсон Герберт; вони мають шість дітей та шістнадцять онуків. Пані Герберт народилася в Престоні, штаті Айдахо, і переїхала з родиною до Спрінглу, штат Юта. Вона займає посаду в комісії з грамотності.

## Кар'єра
Герберт виграв місце в комісії штату Юта в 1990 році, де був на службі окружним уповноваженим 14 років, до 2004. Він висувався на губернаторську номінацію від республіканців у 2004 році. Служив заступником губернатора Юти з 2005 року до 11 серпня 2009 року, після відставки Хантсмена, який був призначений послом США до Китаю президентом Бараком Обамою.
Герберт був обраний, щоб дослужити термін на спеціальних губернаторських виборах у 2010 році, здобувши перемогу над мером від партії демократів з Солт-Лейк округу Петром Корроном з 64% голосів. Він виграв вибори на повний чотирирічний термін у 2012 році, здобувши перемогу над бізнесменом від демократів Пітером Куком з 68% і був переобраний на другий повний чотирьохрічний термін у 2016 році.  
У 2019 році Герберт оголосив, що не прагне переобрання на третій повний термін у 2020 році і схвалив на місце губернатора свого заступника, Спенсера Кокса.